# Ara o Mai
Ara o Mai és una entitat independentista nascuda l'agost de 2010. Es va constituir per Carme Teixidó. A l'inici comptava amb 1900 adhesions.
Va col·laborar com a entitat en la constitució inicial de l'Assemblea Nacional Catalana (Conferència del 30 d'abril) de la que alguns dels seus membres també van formar part del nucli inicial, Consell Permanent, així com en la creació de campanyes com la de sobirania fiscal, o l'assessorament legal al moviment contra els peatges de les autopistes a Catalunya (a través de la creació de la plataforma Catalunya Diu Prou), o en la campanya contra la banalització del nazisme, o en el Pacte Nacional pel Dret a Decidir. També va subscriure una per incitació a l'odi i banalització del nazisme amb una desena més d'entitats, i va col·laborar en l'operatiu logístic de la manifestació del 30 d'abril del 2014 a Brussel·les a favor de l'exercici del dret d'autodeterminació, impulsada per la Comissió Internacional de Ciutadans Europeus.
L'entitat també es va encarregar de l'assessorament jurídic als conductors de la campanya No vull pagar, i va provocar la signatura d'un acord de defensa jurídica amb els partits que hi donaven suport, que va tenir lloc al Parlament de Catalunya.